# Сага о Дроплаугиним синовима
Сага о Дроплаугиним синовима (исл. Droplaugarsona saga) једна је од средњовековних исландских сага из Сага о Исланђанима, која се бави искључиво породичним односима. Једна је од ретких сага у којима се помиње њихов аутор, а то је праунук једног од главних актера саге, Торвалд син Ингалдов, који је први препричао те догађаје око 1135. године. Сага је по први пут записана током XIII века, а описује догађаје који су се десили на истоку Исланда у другој половини X века.
Главни актери саге су двојица браће, Хелги и Гримр, који рано остају без оца и живе са мајком по имену Дроплауг. Обојица дечака су били високог раста и изузетно крупне грађе, и били су међу најбољима у свом крају. Када су браћа имала 13, односно 12 година, убили су човека који се звао Торгрим Балегар, у знак освете за гласине које је он ширио о њиховој мајци. Међутим убијени човек је био један од слуга локалног богаташа који потом улази у директан сукоб са браћом у коме Хелги гине, а млађи брат Гримр, иако тешко рањен успева да преживи. На крају Гримр освећује брата и убија богаташа у властитом кревету на спавању. Након тога Гримр бежи на север, а потом и у Норвешку где гине у сукобу са викингом по имену Гаус.